# 母里 (稲美町)
母里(もり)は、兵庫県加古郡稲美町の一地域である。本項ではかつて同地域に所在した加古郡母里村（もりむら）についても述べる。

## 概要
母里地域は稲美町の東部に位置し、加古川市、三木市、神戸市に接している。面積は約14.15 km2 で稲美町全体の約41% にあたる。

## 地理

### 地形
加古川による高位段丘面上にあり、北部には草谷川の谷が入り込み、下位段丘や沖積段丘が形成されている。全体に西に向かってゆるやかに下る地形となっている。草谷川の両側の段丘崖には斜面樹林がある。

### 地質
上層は、赤粘土に真土と砂を混じり、中層は粘土、下層は小石混じりの粘土である地質である。井戸水などの水資源に乏しかったが、加古大溝や淡河川疎水の完成により、稲作が可能になった。

### 人口
2012年度末の母里地域の人口は5,730人、世帯数は2,005世帯、一世帯当たり人員は2.86人となっている。

## 歴史
1889年、蛸草新村、草谷村、下草谷村、野谷新村、印南新村、野寺村の6村を合併して母里村が発足した。村の名称は、播磨風土記の「望理郷」に由来すると言われる。播磨風土記によれば、景行天皇巡幸の時、印南川（後の加古川）をみて「曲甚美（まがりいとうるわし）」と褒め称えて「望理（まがり）」と称された。黒田節の逸話で知られる戦国武将・母里友信ゆかりの母里姓ゆかりの地とされる。また1875年、この地区の小学校はすでに母里小学校と称されていたこともあって村名を母里としたものとも考えられる。

### 沿革
- 1880年 印南新村にて播州葡萄園が開設される。
- 1888年 淡河川疏水事業起工式が行われる。
- 1889年 草新村、草谷村、下草谷村、野谷新村、印南新村、野寺村の６村を合併して母里村が発足する。
- 1889年 播州葡萄園が民間に払い下げられる。
- 1891年 淡河川疏水開通する。
- 1895年 母里村立尋常小学校校舎新築。
- 1903年 母里村立尋常高等小学校併設。
- 1955年 母里村、加古村、天満村 が合併し、稲美町が発足する。

### 歴代村長
| 代 | 氏名        | 在任期間                     |
| -- | ----------- | ---------------------------- |
| 1  | 岩本 須三郎 | 1889年５月〜1894年4月        |
| 2  | 北條 直正   | 1894年4月〜1906年11月        |
| 3  | 船曳 正三   | 1906年11月〜1908年4月        |
| 4  | 大西 猪太郎 | 1908年4月〜1911年6月         |
| 5  | 魚住 基四郎 | 1911年6月〜1917年10月        |
| 6  | 藤本 猪太郎 | 1917年10月〜1924年12月       |
| 7  | 魚住 正継   | 1924年12月〜1946年11月       |
| 8  | 井澤 誠四郎 | 1947年4月6日〜1948年8月      |
| 9  | 大西 猪太郎 | 1948年9月〜1950年10月        |
| 10 | 魚住 正継   | 1951年1月20日〜1955年3月30日 |

## 土地利用の現況
古くは飛鳥時代から蛸草村などにおいて耕作が始められ、江戸時代には、野谷新村、蛸草新村、印南新村の新田開発が行われ、農地と集落が形成されてきた。また、この過程で農村水利の確保のため多くのため池が築造された。従って、地域の大半は農地、ため池の農業的土地利用で占められている。ほとんど全域が市街化調整区域である。地域の大部分が農業振興地域で農用地区域の指定も多い。この辺りの農地の多くは、淡山疏水完成後に開墾されるか、畑地から水田化された。圃場整備事業等による農業基盤が進められてきた結果、現在は整備完了後の整然とした美しい農地が広がっている。また、農村総合整備モデル事業により、農道・集落道及び公園などの生活関連施設の整備も進められてきた。
北部の三木市に隣接する4 つの区域には工場が立地しているが、いずれも2005年に特別指定区域としての指定が行われ、下草谷西地区は既存工場の用途変更区域・流通業務施設区域、下草谷中地区及び下草谷東地区は既存工場の用途変更区域・資材置き場等の区域、草谷北地区は既存工場の用途変更区域となっている。また、南部の天満地域内の市街化区域に隣接する区域には既存工場の立地もみられ、全体構想の中でも示されている新たな工業ゾーンの拡大地として位置づけられる。また草谷川沿いの河岸段丘の斜面には保全区域として位置づけられる一定の広がりを有する樹林地が広がっている。

## 交通

### 鉄道
当地域には鉄道はない。最寄り駅は、JR西日本山陽本線土山駅である。

### バス
神姫バスが運行されている。

### 道路

#### 主要地方道
- 兵庫県道65号神戸加古川姫路線

#### 一般県道
- 兵庫県道514号志染土山線
- 兵庫県道377号野村明石線
- 兵庫県道378号六分一神出線
- 兵庫県道148号大久保稲美加古川線
- 兵庫県道381号野谷平岡線

#### 都市幹線道路
- 二見稲美三木線

## 主な地域資源

### 自然資源
- 葡萄園池では、淡水クラゲの生息が確認されている。
- 草谷川両岸には河岸段丘があり、稲美町内では貴重な樹林地となっている。
- 高薗寺周辺にも、まとまった樹林地が残っている。
- 宮池北側の住吉神社周辺には、まとまった社寺林が残っている。

### 歴史・文化・社会的資源

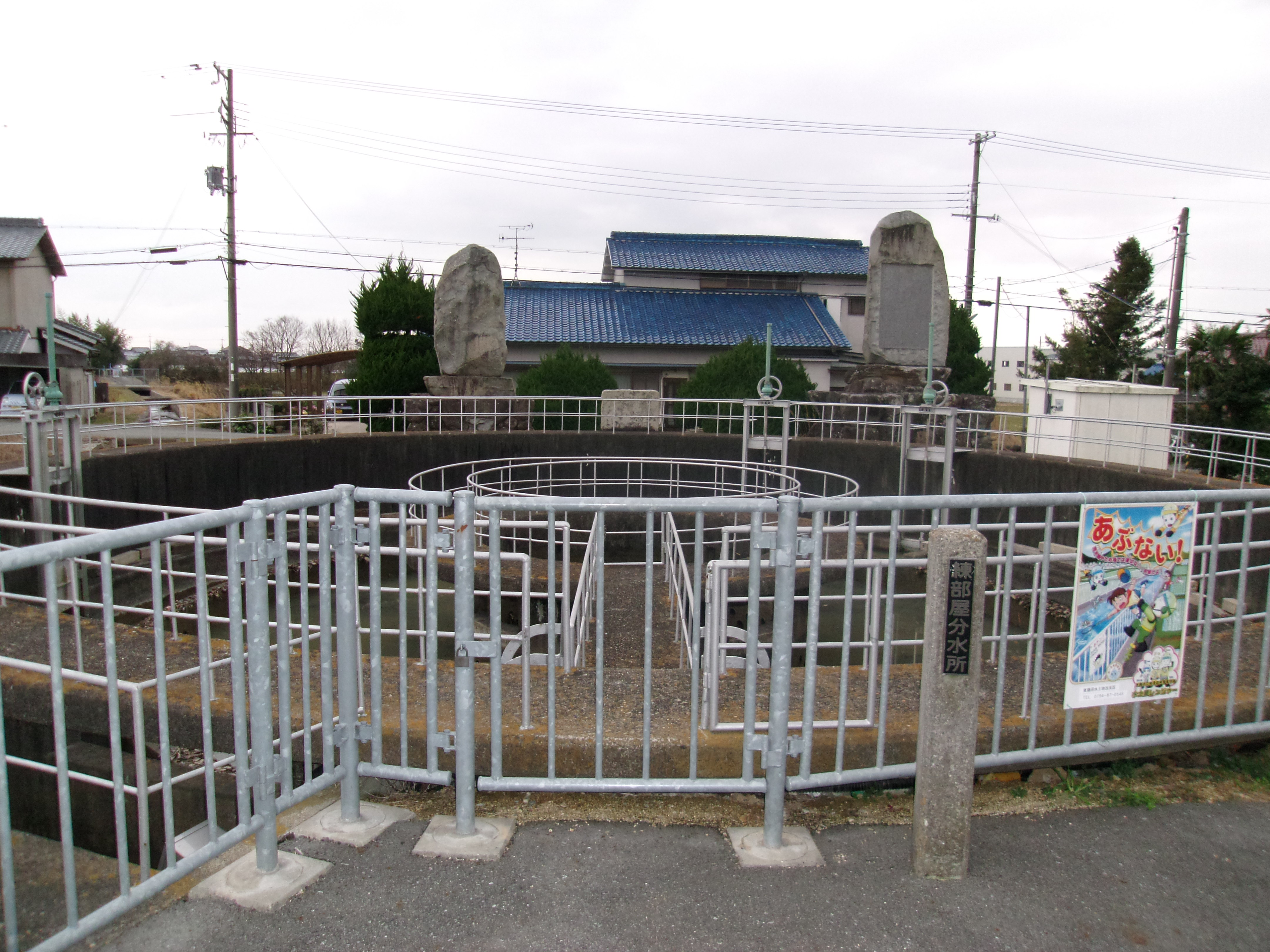
部屋分水所

- 練部屋分水所は、市町境界から約180m 東側の神戸市内にあるが、いなみ野台地一帯へ農業用水を供給する重要な水利施設である。
- 加古大溝は、草谷川から加古大池へと水を引くための江戸時代に築造された約3.0 km の長さの開水路で、水路沿いに樹林地が形成されているところもある。
- 高薗寺は、町指定の民俗文化財である。約250年の歴史を有する鬼追式が毎年2月に行われ、多数の見物客でにぎわう。
- 宮池北側の住吉神社では、毎年10 月に秋祭りが行われる。
- 草谷天神社は1244年の創建である。毎年10月に秋祭りが行われ、屋台と神輿が95段の石段をかけあがる。
- 住吉神社、印南寺周辺には、開村当時の旧家が今も残り、景観的にも優れた屋敷林が見られる。
- 掌中橋は、1914年に完成した手中流を横切る御影石とレンガを組み合わせたアーチ状の水路橋である。
- 播州葡萄園跡は1880年に開園した国営ブドウ園の遺構であり、国指定史跡である。
- 印南、蛸草には、地場産業としての酒造業や味醂製造業が数社立地している。

### 公共施設等
- さくらの森公園には約700本の桜の木があり、春には花見客でにぎわう。
- 高薗寺球場は、ナイター設備や観覧席もある本格的な軟式野球場である。
- 地域のほぼ中央に、稲美町立母里小学校、稲美町立母里幼稚園及び稲美町立母里保育園が位置している。
- 福祉施設としては、稲美町立母里福祉会館が母里小学校の北に位置している。
- JAの市民農園が、JA兵庫南稲美営農センター（天満地域内）に隣接する場所に設けられている。

## 史跡
- 高薗寺
- 播州葡萄園跡

## 教育機関
- 稲美町立母里幼稚園
- 小学校

大半は、稲美町立母里小学校に通学するが、野寺の一部は稲美町立加古小学校、印南の一部は 稲美町立天満東小学校に通学する。
- 中学校

稲美町立稲美中学校に通学するが、野寺の一部の稲美町立加古小学校の学区内は、稲美町立稲美北中学校に通学する。

## 大字
| 郵便番号 | 大字名 |
| -------- | ------ |
| 675-1101 | 下草谷 |
| 675-1102 | 草谷   |
| 675-1103 | 野谷   |
| 675-1104 | 野寺   |
| 675-1111 | 印南   |
| 675-1116 | 蛸草   |